# أندروميدا تونكس
أندروميدا تونكس هي شخصية خيالية في سلسلة هاري بوتر للمؤلفة البريطانية ج.ك.رولينغ وهي والدة نيمفادورا تونكس و زوجة تيد تونكس ، تنتمي أندروميدا إلى أسرة آل بلاك العريقة والنبيلة، وهي ابنة سيغنوس بلاك وزوجته درويلا (روزير) بلاك والأخت الوسطى لكل من بيلاتريكس لسترانج ونارسيسا مالفوي و ابنة عم سيرياس بلاك و قد كانت قريبته المفضلة، بعد أن تزوجت من الساحر المولود-من-العامة تيد تونكس. شطب أسم أندروميدا من شجرة العائلة بواسطة عمتها والتي هي والدة سرياس بلاك بسبب زواجها بينما أسم أختيها ما زالا على شجرة العائلة بسبب زواجهما من سحرة أنقياء الدم حسب قول سيرياس بلاك.